# Pierre-Henri de Valenciennes

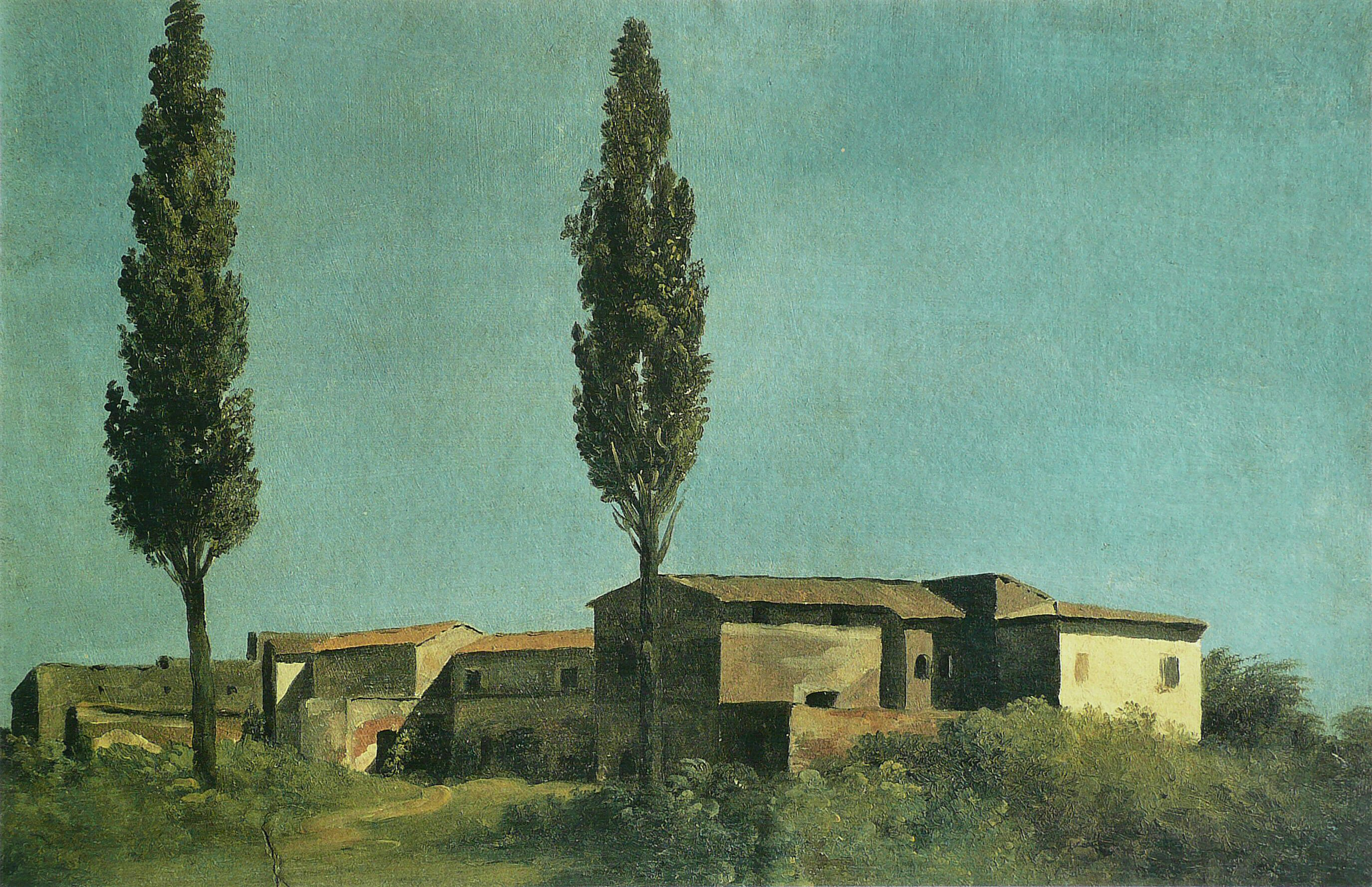
Willailla Farnèse: dwie topole (À la villa Farnèse: les deux peupliers), 1780, Luwr

Pierre-Henri de Valenciennes (ur. 6 grudnia 1750 w Tuluzie, zm. 16 lutego 1819 w Paryżu) – francuski malarz pejzażysta, teoretyk sztuki i pedagog.
Po studiach artystycznych w rodzinnej Tuluzie wyjeżdżał do Rzymu, gdzie zajmował się malarstwem pejzażowym. Ostatecznie ok. 1785-86 osiedlił się w Paryżu i pozostał tam do końca życia. Wykładał perspektywę w École Polytechnique i École impériale des Beaux- Arts. Wystawiał systematycznie w paryskim Salonie od 1800 do 1810 i ponownie w 1814 i 1819, prowadził też własną pracownię, w której kształcił młodych malarzy. Wśród jego uczniów byli m.in. Jean-Victor Bertin, Achille Etna Michallon, Louis Étienne Watelet, Louis-François Lejeune i pierwszy francuski malarz panoram Pierre Prévost.
Artysta preferował styl monumentalny, jednoznacznie nawiązujący do tradycji klasycznej, jego pejzaże historyczne inspirowane były mitologią i antykiem. Często malował w plenerze te same widoki o różnych porach dnia i roku, zachęcał też swoich uczniów do pracy w terenie. Obecnie uważany jest za prekursora realistycznego malarstwa Corota, barbizończyków i impresjonistów. Współcześni nazywali go Davidem krajobrazu.
Pierre-Henri de Valenciennes był także teoretykiem sztuki, wydał m.in. w 1799 Éléments de perspective pratique à l'usage des artistes, suivis de réflexions et conseils à un élève sur la peinture et particulièrement sur le genre du paysage (Elementy perspektywy w praktyce).